# Grado di libertà (meccanica classica)
In fisica il numero di gradi di libertà di un punto materiale è il numero di variabili indipendenti necessarie per determinare univocamente la sua posizione nello spazio. In effetti il numero di gradi di libertà di un sistema è per definizione pari a quello del numero di coordinate generalizzate necessario a descrivere il suo moto all'interno dello spazio delle configurazioni. Un punto materiale libero di muoversi lungo una curva monodimensionale possiede necessariamente 1 grado di libertà, se il punto deve muoversi su una superficie bidimensionale ha 2 gradi di libertà, se deve muoversi nello spazio tridimensionale ha quindi 3 gradi di libertà e così via. Queste considerazioni si possono estendere ai sistemi di {\displaystyle n} punti materiali: se tutti i punti sono liberi di muoversi nello spazio, il sistema avrà {\displaystyle 3n} gradi di libertà. Eventualmente, il numero di gradi di libertà può subire variazioni a causa della presenza di vincoli, se sono presenti {\displaystyle f} vincoli, i gradi di libertà scendono a {\displaystyle 3n-f}.

## Esempi
Esistono molti esempi di punti o insiemi di punti, che risultano soggetti ad uno o più  vincoli. Inoltre può accadere che questi ultimi presentino gradi di vincolo maggiori di 1, ciò significa che sono in grado di bloccare più di una direzione lungo la quale potrebbe avvenire il moto. Alcuni esempi notevoli di corpi vincolati sono:
- Una massa attaccata ad un pendolo ha 2 gradi di libertà, perché può muoversi lungo la superficie di una sfera;
- Una massa poggiata su un piano e attaccata ad un punto fisso ha 1 grado di libertà, perché può muoversi solo lungo una circonferenza;
- Un corpo rigido bidimensionale su un piano ha 3 gradi di libertà, poiché può traslare lungo due direzioni di riferimento e ruotare intorno ad un asse ortogonale alla superficie;

Rappresentazione dei gradi di libertà di un corpo rigido.

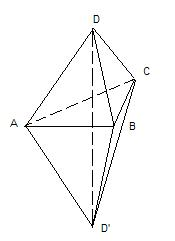
Determinazione dei gradi di libertà di un corpo rigido.

### Gradi di libertà di un corpo rigido inR3{\displaystyle \mathbb {R} ^{3}}
Come esempio, si può dimostrare che, rispetto ai tre assi cartesiani {\displaystyle \{{\hat {\mathbf {x} }},{\hat {\mathbf {y} }},{\hat {\mathbf {z} }}\}}, un corpo rigido nello spazio tridimensionale ha esattamente 6 gradi di libertà: 3 di tipo traslazionale e 3 di tipo rotazionale.
È possibile dimostrare geometricamente che per determinare univocamente la posizione di un corpo rigido basta conoscere la posizione di tre punti non allineati {\displaystyle A}, {\displaystyle B}, {\displaystyle C}. Infatti, ogni altro punto {\displaystyle D} si può determinare nel modo seguente: considerato il triangolo {\displaystyle {\overset {\triangle }{ACD}}}, la base {\displaystyle {\overline {AC}}} è fissata; il punto {\displaystyle D} ha distanza fissata da {\displaystyle A} e {\displaystyle C}, e ha una certa distanza da {\displaystyle B}. Ruotando il triangolo {\displaystyle {\overset {\triangle }{ACD}}}, si perviene alla posizione {\displaystyle D^{\prime }} che si trova alla stessa distanza di {\displaystyle D} da {\displaystyle B}. Tuttavia, {\displaystyle D^{\prime }} si trova dalla parte opposta rispetto al piano {\displaystyle ABC}, quindi esiste solo un punto {\displaystyle D} che abbia una distanza fissata da {\displaystyle A}, {\displaystyle B} e {\displaystyle C} e che si trovi da un lato fissato del piano {\displaystyle ABC}. 
Ora, è chiaro che il sistema di punti {\displaystyle ABC} ha {\displaystyle 9-f} gradi di libertà. Poiché le distanze {\displaystyle {\overline {AB}}}, {\displaystyle {\overline {BC}}} e {\displaystyle {\overline {AC}}} devono rimanere costanti, ne consegue che {\displaystyle f=3} e quindi il corpo ha 6 gradi di libertà.